# Rosa Menga
Rosa Menga (Foggia, 7 agosto 1992) è una politica italiana.

## Biografia
Medico di professione, ha partecipato nel 2017 al programma televisivo Reazione a catena nella squadra degli “Sfoggiati” vincendo più di 100.000 euro. 

### Attività politica
Viene eletta deputata alle elezioni politiche del 2018 con il Movimento 5 Stelle. È membro dal 2018 della XII Commissione affari sociali. Il 19 febbraio 2021, a seguito della decisione di non votare la fiducia al governo Draghi, viene espulsa dal Movimento 5 Stelle ed entra a far parte del gruppo misto della Camera dei Deputati.
Alle elezioni politiche del 2022 decide di non candidarsi.